# مارك وليامز (لاعب كرة طائرة)
مارك وليامز (بالإنجليزية: Mark Williams)‏ (27 يناير 1979 في أستراليا - ) هو لاعب كرة طائرة شاطئية ولاعب كرة طائرة أسترالي. شارك في الألعاب الأولمبية الصيفية 2000.

## وصلات خارجية
- مارك وليامز على موقع الاتحاد الدولي beach volleyball database (الإنجليزية)
- مارك وليامز على موقع قاعدة بيانات الكرة الطائرة الشاطئية (الإنجليزية)
- مارك وليامز على موقع أوليمبيديا (الإنجليزية)